# Goereesestraat

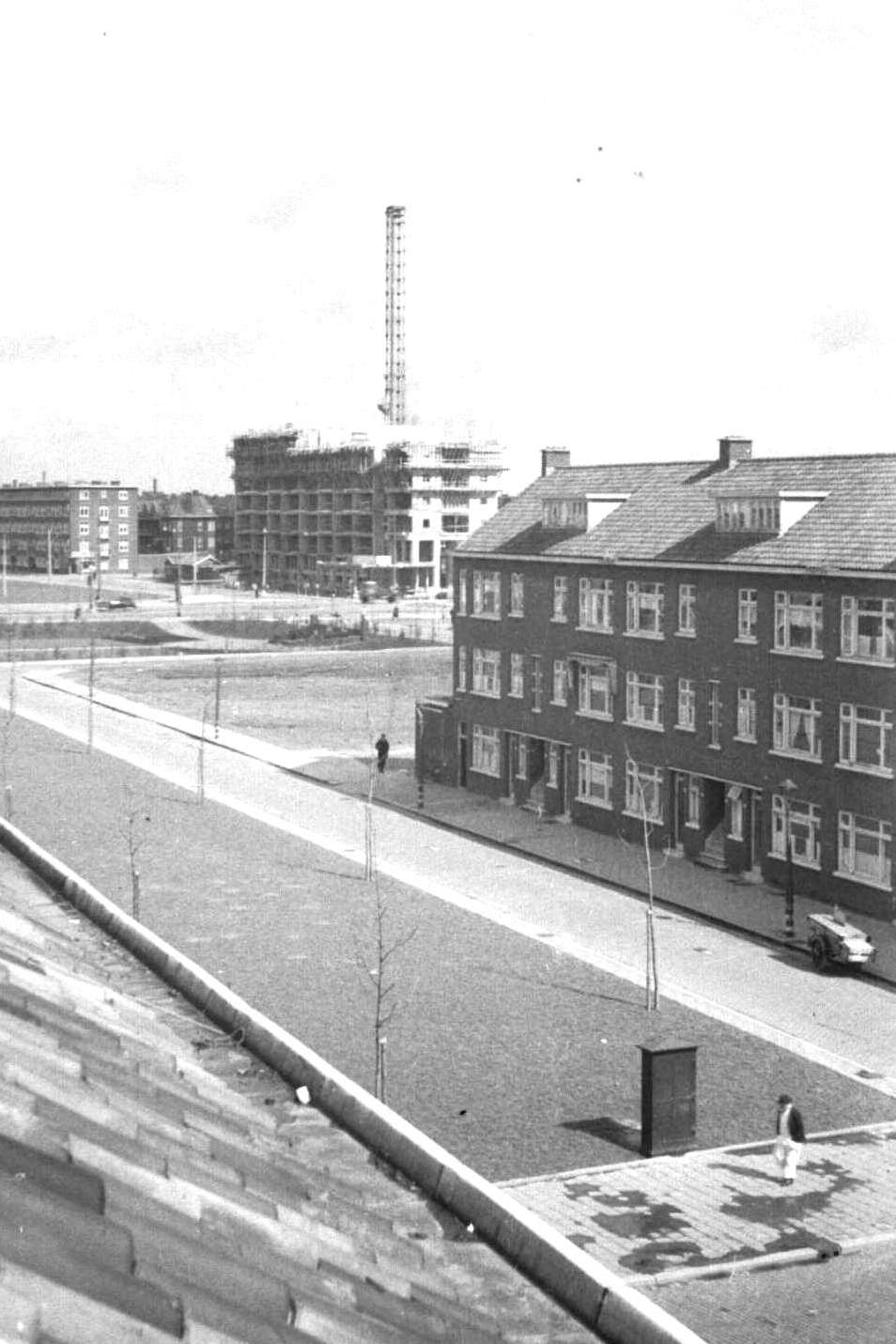
De Goereesestraat kort na de oorlog

De Goereesestraat is een straat in Rotterdam-Charlois in de wijk Carnisse. De straat is door B&W van Rotterdam op 23 december 1938 genoemd naar het eiland Goeree. Hij ligt in het verlengde van de Mijnsherenlaan, aan de andere kant van de Pleinweg. Aangelegd als twee straten gescheiden door flinke grasvelden als middenberm met daarin kastanjes aan weerszijden. Naar aanleiding van de toename van het verkeer zijn de grasvelden in 1963 geofferd en zijn de kastanjes van de westzijde verplaatst naar het oosten in een smalle berm. Daarmee kwam er ruimte voor een brede asfaltweg.
Vanaf 8 maart 1949 reed de W-bus van de RET vanuit de Markerstraat door de straat naar het Zuidplein. Per 1 november 1953 wijzigde de lijnletter in lijnnummer 49.

## Executieplaats

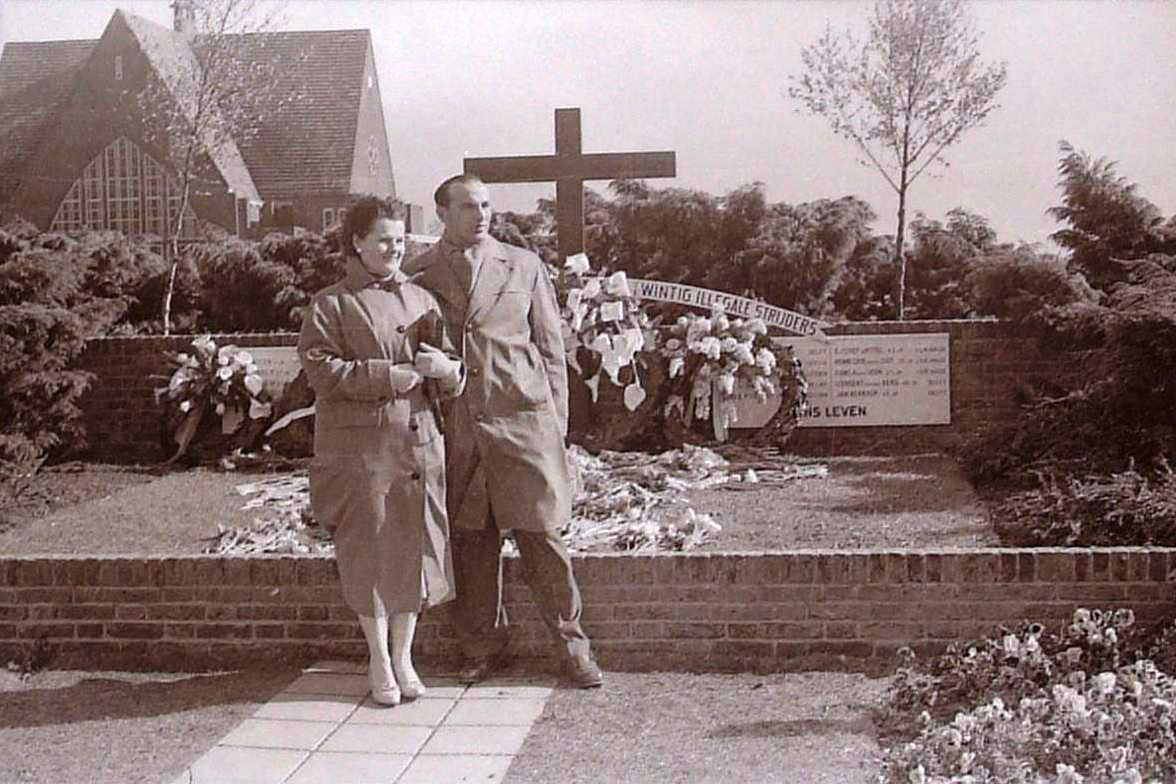
Het monument voor de geëxecuteerden

Op 12 maart 1945 werden door de Duitse bezetter aan de Goereesestraat twintig mannen, waaronder drie politieagenten geëxecuteerd. Het waren eerder gearresteerde illegale werkers, zogenoemde Todeskandidaten. Op deze maandagmorgen werden in totaal veertig mannen gefusilleerd, twintig mannen aan het Hofplein en twintig in de Goereesestraat. De laatste werden om half elf met veertig geweren doodgeschoten. De lijken bleven als afschrikwekkend voorbeeld tot vier uur 's middags liggen. In 2007 kwam bij onderzoek aan het licht dat in het executiepeloton zeven Nederlandse politieagenten, die Duitse uniformen aan hadden, waren opgenomen.

### Gesneuvelden
Teunis Johannes Abbenbroek, Anton Beiten, Leendert van den Berg, Jan Antonie Bijloo, Cornelis van den Broek, George Frans Hooijer, Isaäc Jacob Chef d'Hotel, Aart de Graaf, Jan Kerkhof, Johan Hendrik Klinker, Alexander Mattheus van Leeuwen, Franciscus Henricus Maria Lem, Henri Christiaan van de Logt, Frans August van Mourik, Pieter Ouwendijk, Pieter Prins, Feike Reitsma, Hans Antonie van 't Veen, Jacobus Antonius van der Weijden

### Monument
Huisarts Lamberts, die een praktijk had aan de Pleinweg op slechts enkele tientallen meters afstand, moest na de executies de dood constateren. Hij was een van de mensen die al tien dagen na de bevrijding een collecte hield voor een sober monument. Het werd een houten kruis met twee bloemperken, dat op 29 juni 1945 is onthuld. Het gedenkteken was gelegen in een ondiepe bouwput tussen Pleinweg en Flakkeesestraat, tegenover een rijtje winkels. Begin van jaren 1950 is het verplaatst omdat er bebouwing kwam.

### Beelden

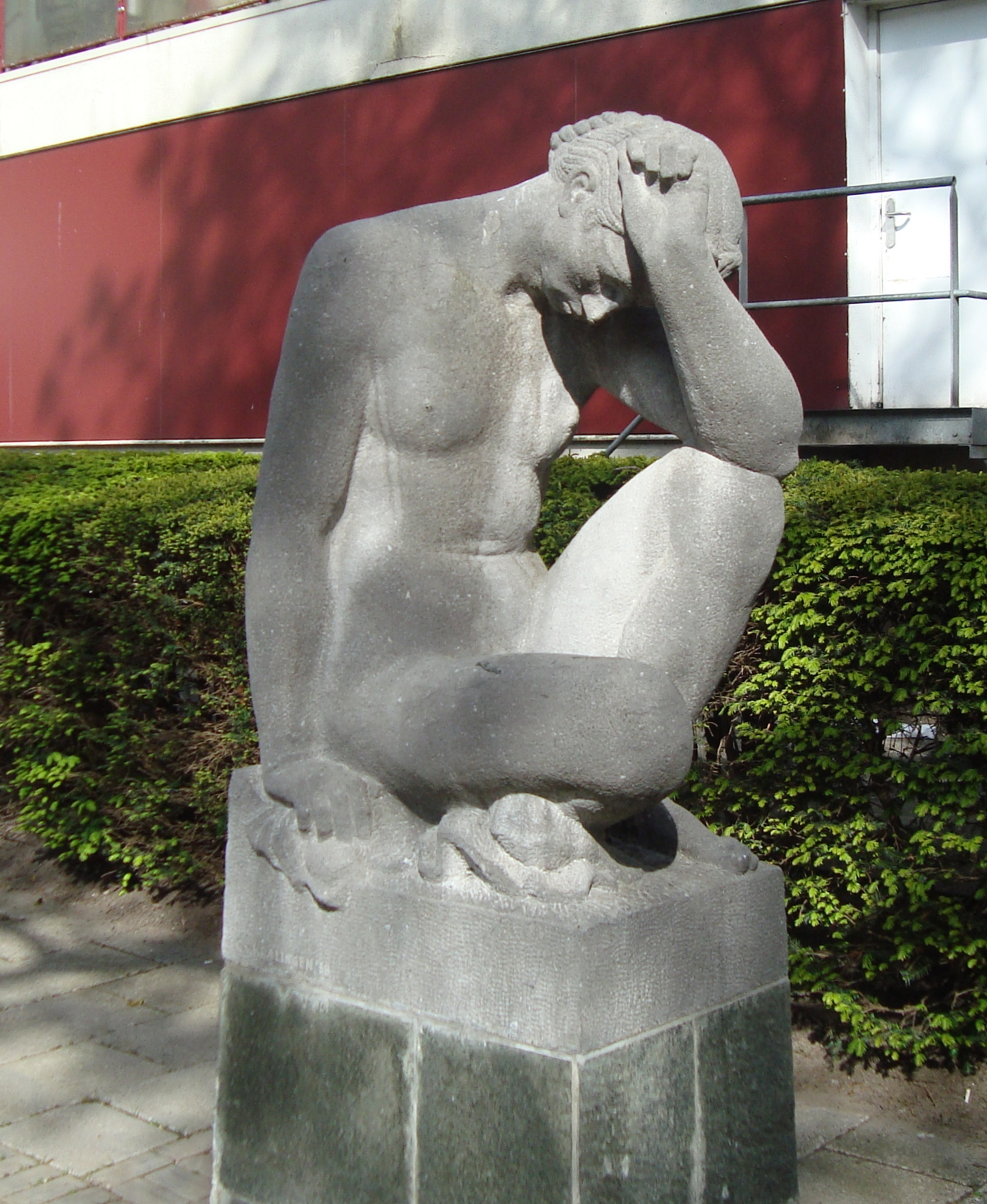
Treurende vrouw van Cor van Kralingen, Rotterdam

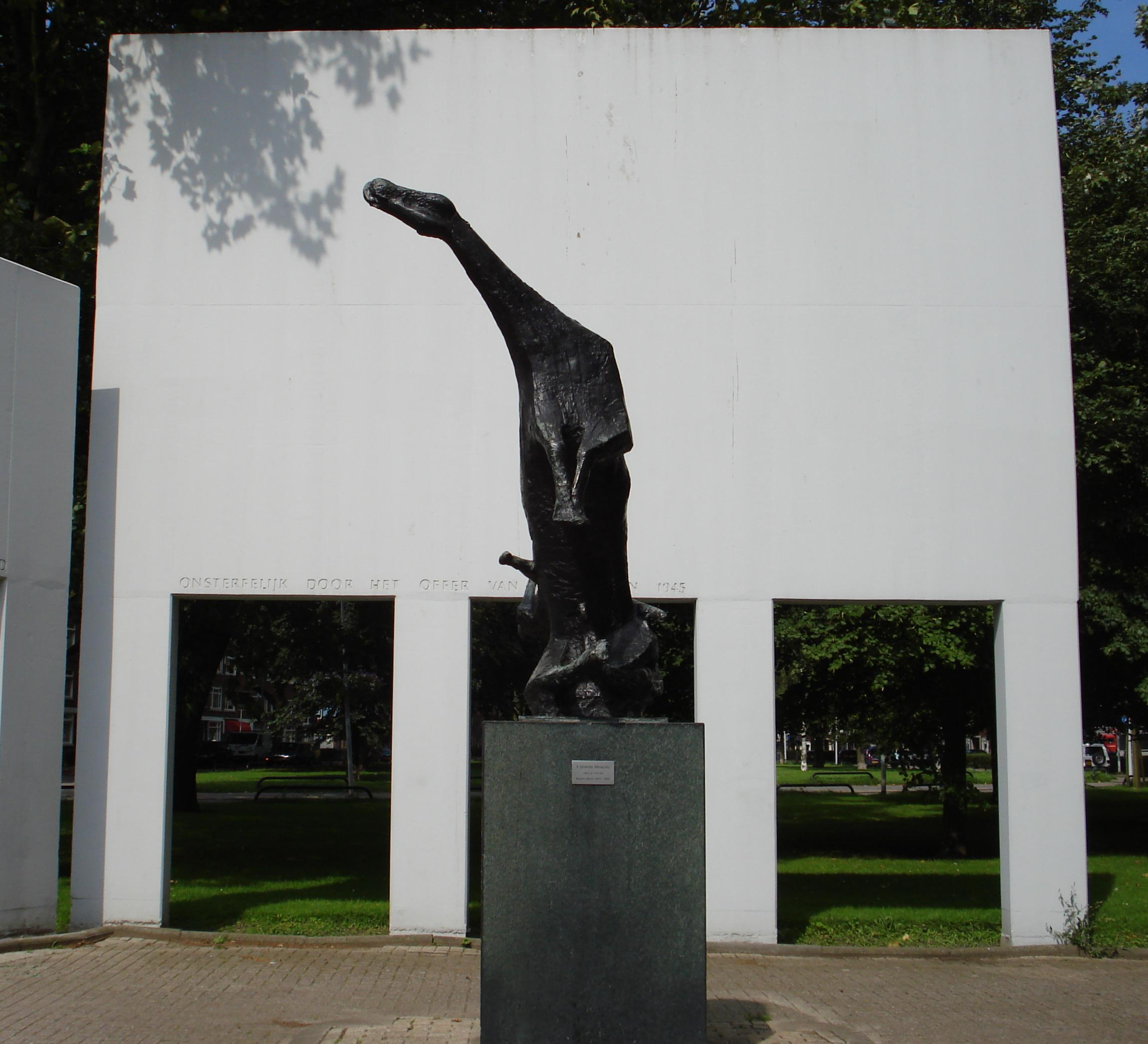
De Vallende Ruiter van Marino Marini

Tussen de bebouwing, zo veel mogelijk op de plaats waar de executies plaatsvonden, werd op 3 mei 1958 door een moeder van een van de gefusilleerden een natuurstenen beeld van een knielende vrouwenfiguur onthuld. Deze op een sokkel geplaatste 'Treurende Vrouw' is gemaakt door de Rotterdamse kunstenaar Cor van Kralingen.
Enkele tientallen meters verder naar het oosten langs de Pleinweg werd op dezelfde dag door een zoon van een van de gefusilleerden een ander gedenkteken onthuld. Een bronzen beeld, vervaardigd door beeldhouwer Marino Marini. Het stelt een ruiter voor die van zijn paard valt. Het staat op Charlois bekend als 'De Vallende Ruiter' maar heet officeel 'Il Grande Miracolo'. Het was in 1955 al in Rotterdam te zien geweest bij een overzichtstentoonstelling in het Museum Boijmans Van Beuningen.
Het beeld werd in 1988 verplaatst naar de andere kant van de Pleinweg, in het verlengde van de Goereesestraat, op de kop van de Mijnsherenlaan. Daar werd het voorzien van een witte betonnen achtergrond, wat de zichtbaarheid ten goede komt. Op de twee haaks op elkaar staande wanden is de tekst aangebracht:
'VOOR DE ONGENOEMDEN DIE VIELEN VOOR DE VRIJHEID ONSTERFELIJK DOOR HET OFFER VAN HUN LEVEN'